# Hilden & Diaz
Hilden & Diaz sind ein dänisch-argentinisches Künstlerduo, das durch seine Installationen im öffentlichen Raum bekannt wurde. Es arbeitet sowohl zusammen, z. B. bei seinen Installationen oder beim Design, als auch getrennt.

## Künstler
Thyra Hilden (* 1972) schloss 2002 die Königlich Dänische Kunstakademie ab und stellte in ihrem Heimatland, in Costa Rica, Frankreich und China aus. 2000 veröffentlichte sie zusammen mit Thomas Thøfner ihre Fotoserie Dat synkrone.
Pio Diaz (* 1973 in Buenos Aires) ist Initiator und Produzent im New Exhibition Space Gothersgade in Kopenhagen, 2003 und 2004 nahm er an der Biennial of Contemporary Art in Sharjah/Dubai teil, ferner am City Rumble des Overgaden Institute for Contemporary Art.

## Gemeinsame Aktivitäten
Hilden & Diaz wurden 2005 während eines Stipendiumsaufenthalts am Det Danske Institut i Rom durch ihre erste gemeinsame Videoinstallation bekannt. Die in den Folgejahren von dem Duo erstellte Installation City on Fire, in der symbolisch wichtige Kulturstätten an den Veranstaltungsorten verbrannt wurden, sehen sie als Sinnbild der zerstörerischen Kraft der Zivilisation an. Hierbei werden große Videoprojektionen auf monumentale Flächen projiziert. Orte der Installation waren unter anderem das ARoS Aarhus Kunstmuseum, 2007 die Frauenkirche in Kopenhagen, die Katharinenkirche in Frankfurt am Main und 2010 das Kolosseum in Rom.
2013 zeigte das Paar die Lampe Forms in Nature bei der die Schattenspiele je nach Stärke des Lichts unterschiedliche Wirkung zeigen. Hilden & Diaz hoffen, durch ein Crowdfunding eine Serienproduktion zu erreichen.